# Liste der Mitglieder der Deutschen Akademie der Naturforscher Leopoldina/1795
Die Liste der Mitglieder der Deutschen Akademie der Naturforscher Leopoldina für 1795 enthält alle Personen, die im Jahr 1795 zum Mitglied ernannt wurden. Insgesamt gab es acht neu gewählte Mitglieder.

## Mitglieder
| Nr. | Name                            | Beiname             | Geboren       | Aufnahme | Gestorben     | Sektion | Bild                            | Datenbank                       |
| --- | ------------------------------- | ------------------- | ------------- | -------- | ------------- | ------- | ------------------------------- | ------------------------------- |
| 982 | Johann Goercke                  | Nymphodorus V.      | 3. Mai 1750   | 21. Mrz. | 30. Juni 1822 | Medizin | Johann Goercke                  | Johann Görke                    |
| 983 | Christoph Samuel John           | Plinius Indicus I.  | 11. Aug. 1747 | 1. Mai   | 1. Sep. 1813  |         |                                 | Christoph Samuel John           |
| 984 | Johann Peter Rottler            | Plinius Indicus II. | 1749          | 1. Mai   | 1836          |         |                                 | Johann Peter Rottler            |
| 985 | Johann Adam Schmidt             | Pelopes             | 12. Okt. 1759 | 23. Aug. | 19. Feb. 1809 | Medizin | Johann Adam Schmidt             | Johann Adam Schmidt             |
| 986 | Karl von Moll                   | Xenokrates IV.      | 21. Dez. 1760 | 1. Sep.  | 1. Feb. 1838  |         | Karl von Moll                   | Karl Marie Frhr. von Moll       |
| 987 | Johann Bartholomäus Trommsdorff | Olympiodorus VI.    | 8. Mai 1770   | 11. Sep. | 8. März 1837  | Chemie  | Johann Bartholomäus Trommsdorff | Johann Bartholomäus Trommsdorff |
| 988 | Johann Siegfried Kähler         | Polydorus II.       | 17. Jan. 1743 | 12. Sep. |               | Medizin |                                 | Johann Siegfried Kähler         |
| 989 | Dmitri Alexejewitsch Golizyn    | Maecenas III.       | 15. Mai 1734  | 20. Okt. | 17. März 1803 | Physik  | Dmitri Alexejewitsch Golizyn    | Dmitrij A. Prinz von Gallitzin  |

## Hinweis zu den Lebensdaten
In der Liste sind zunächst die Lebensdaten gemäß Archiv der Leopoldina aufgenommen. Diese beziehen sich bei noch nicht erstellten Namensartikeln auf die Angaben gem. Neigebaur (1860), Ule (1889) und dem Abgleich mit Wikidata. Die Lebensdaten im später erstellten Namensartikel können daher noch von den Lebensdaten in der Liste abweichen.